# Anosia decentralis
Anosia decentralis är en fjärilsart som beskrevs av Hans Fruhstorfer 1899. Anosia decentralis ingår i släktet Anosia och familjen praktfjärilar. Inga underarter finns listade i Catalogue of Life.